# Albert Bers
Albert Bers est un joueur et entraîneur de football belge né le 11 décembre 1931 à Saint-Trond, en Belgique.

## Biographie
Il entraîne l'équipe nationale belge féminine et aussi de l'équipe de Belgique militaire.

## Palmarès
- Champion de Belgique de D2 en 1988 avec le FC Winsterslag et en 1989 avec le Germinal Ekeren
- Finaliste de la Coupe de Belgique en 1990 avec le Germinal Ekeren
- 8 fois vainqueur du Challenge Kentish

### Bilan
- 10 titres